# Порто-Маргера – Мантуя/Равенна (етиленопровід)
Порто-Маргера – Мантуя/Равенна (етиленопровід) – трубопровідна система на півночі Італії, призначена для транспортування етилену до кількох нафтохімічних підприємств.
Продукований установкою парового крекінгу в Порто-Маргера (південно-західна околиця Венеції) етилен постачається по продуктопроводу до ряду основних споживачів, як то лінія полімеризації у поліетилен низької щільності та завод етилен-пропілен-дієнового каучуку в Феррарі, стирольний комплекс у Мантуї та виробництво мономеру вінілхлориду в Равенні. Трубопровід включає наступні ділянки:
- від Порто-Маргера на захід до Монселіче довжиною 48 км з діаметром 400 мм;
- від Монселіче далі на захід до Мантуї довжиною 80 км з ліаметром 200 мм;
- від Монселіче на південь до Феррари довжиною 48 км з діаметром 300 мм;
- від Феррари далі на південь до Равенни довжиною 74 км з діаметром 250 мм.